# FIFA 2000
FIFA 2000 (getiteld FIFA 2000: Major League Soccer in Noord-Amerika, en FIFA 2000: Europa League Soccer in Japan) is een op voetbal gebaseerd videospel ontwikkeld door EA Canada en uitgegeven door Electronic Arts. Het was het zevende spel in de FIFA serie. Het spel werd uitgebracht voor Microsoft Windows en PlayStation. Een versie werd ook uitgebracht voor de Game Boy Color, ontwikkeld door Tiertex Design Studios en uitgegeven door THQ.

## Spelfuncties
Een van de innovaties voor deze editie van de serie was het kunnen spelen van opeenvolgende seizoenen, waardoor je de mogelijkheid krijgt om te strijden voor promotie of degradatie en kwalificatie voor de Europa League. De Amerikaanse Major League Soccer werd voor de eerste keer officieel goedgekeurd, en werd gebruikt als een subtitel voor de Noord-Amerikaanse release.

## Geluid
Commentaar in de uit het Verenigd Koninkrijk afkomstige Engelse versie wordt geleverd door de BBC televisie commentatoren John Motson, Mark Lawrenson en Chris Waddle. Het commentaar werd opgenomen in een studio in Londen, maar voor het eerst in de serie bezocht Motson de spel-ontwikkelaars in Vancouver, Canada om inzicht te geven in de fijne kneepjes van het echte voetbal. De Amerikaans−Engelse versie bevat commentaar van Phil Schoen en Julie Foudy. Gelokaliseerd commentaar bestaat in het Duits, Spaans, Frans, Italiaans, Hebreeuws, Grieks en Braziliaans−Portugees.

### Soundtrack
Themamuziek van het spel was het lied "It's Only Us" van Robbie Williams. Als onderdeel van de overeenkomst met betrekking tot de licentie heeft EA Sports Port Vale, de club die Williams steunt, opgenomen in het spel, ondanks dat het de enige ploeg was uit het derde niveau van Engeland.

## Ontvangst
| Recensiescore       | Recensiescore                      |
| Recensieverzamelaar | Score                              |
| ------------------- | ---------------------------------- |
| GameRankings        | GBC: 46.50% PC: 85.41% PS: 87.27%  |
| Publicist           | Score                              |
| Game Informer       | GBC: 4.5/10 PC: N.V.T. PS: 8.75/10 |
| GameSpot            | GBC: 5.4/10 PC: 9.1/10 PS: 9.4/10  |
| GameSpy             | GBC: N.V.T. PC: 90% PS: N.V.T.     |
| IGN                 | GBC: 2/10 PC: 8.8/10 PS: 9.1/10    |
| PC Gamer (VS)       | GBC: N.V.T. PC: 88% PS: N.V.T.     |

Het spel werd positief ontvangen, met uitzondering van de Game Boy Color-versie, die een score van 47% op GameRankings kreeg toegewezen; de site gaf de PlayStation-versie 87% en de Windows-versie 85%.
PlayStation Max bekroonde het spel met een gouden classificatie, prees het uiterlijk, geluid en de lange levensduur van het spel, hoewel ze kritiek hadden op het gemak waarmee je doelpunten kon maken. Official UK PlayStation Magazine ging verder met het bekritiseren van de gameplay en noemde het passen "te precies" en vond dat het onrealistisch makkelijk was om verdedigers te verslaan. Wel toonden ze lof voor de graphics van het spel en het commentaar en gaven het spel een score van 7/10.